# Don't Try This at Home (YoungBoy Never Broke Again)
Don't Try This at Home è il sesto album in studio del rapper statunitense YoungBoy Never Broke Again, pubblicato nel 2023.

## Tracce
1. Big Truck – 2:44
2. Mr Gaulden – 3:11
3. Take Down – 2:26
4. By Myself – 3:11
5. Out Nothing – 2:28
6. Bangin My Line – 1:59
7. Rear View (with Mariah the Scientist) – 2:30
8. Hustle – 2:20
9. Morning – 1:59
10. Homicide Pt. 2 – 1:49
11. Cold Killers – 2:36
12. WTF (with Nicki Minaj) – 2:40
13. Choppa Docter – 2:46
14. Trust Issues – 2:55
15. Run the Hood – 2:24
16. No Rubber – 2:41
17. Loaded Now – 1:57
18. Got One – 2:37
19. Spin&Ben'n – 2:33
20. 1.5 – 2:43
21. War – 2:47
22. Grave Digga – 2:46
23. Off the Lean – 3:24
24. What You Say (featuring Post Malone and the Kid Laroi) – 4:03
25. No Lease – 1:45
26. Slimeto – 2:31
27. Another Dead – 2:18
28. Pistol Totting – 2:27
29. Cemetery Lifestyle – 2:14
30. Don't Leave – 2:35
31. Head Shot – 2:28
32. I Is That – 3:12
33. Like Madden – 2:28

## Classifiche
| Classifica (2023) | Posizione raggiunta |
| ----------------- | ------------------- |
| Stati Uniti       | 5                   |